# 1961–1962-es bajnokcsapatok Európa-kupája
A bajnokcsapatok Európa-kupája 7. szezonja. A kiírást az immár duplázó portugál Benfica csapata nyerte, a döntőben 5-3-ra felülmúlva az akkori 5-szörös bajnok Real Madridot. (A királyiak mindhárom gólját Puskás lőtte.) A döntőt a holland Olimpiai stadionban (Amszterdam) rendezték 1962. május 2-án.

## Eredmények

### Selejtező
| 1. csapat        | Össz. | 2. csapat         | 1. mérk. | 2. mérk. |
| ---------------- | ----- | ----------------- | -------- | -------- |
| CCA București    | 0–2   | Austria Wien      | 0–0      | 0–2      |
| Nürnberg         | 9–1   | Drumcondra        | 5–0      | 4–1      |
| Servette         | 7–1   | Hibernians        | 5–0      | 2–1      |
| CDNA Szófia      | 5–6   | Dukla Praha       | 4–4      | 1–2      |
| IFK Göteborg     | 2–11  | Feyenoord         | 0–3      | 2–8      |
| Górnik Zabrze    | 5–10  | Tottenham Hotspur | 4–2      | 1–8      |
| Standard Liège   | 4–1   | Fredrikstad FK    | 2–1      | 2–0      |
| Vorwärts Berlin  | 3–0   | Linfield          | 3–0      |          |
| AS Monaco        | 4–6   | Rangers           | 2–3      | 2–3      |
| Sporting CP      | 1–3   | FK Partizan       | 1–1      | 0–2      |
| Panathinaikósz   | 2–3   | Juventus          | 1–1      | 1–2      |
| Spora Luxembourg | 2–15  | Boldklubben 1913  | 0–6      | 2–9      |
| Vasas            | 1–5   | Real Madrid       | 0–2      | 1–3      |

### 1. forduló (Nyolcaddöntő)
| 1. csapat        | Össz. | 2. csapat         | 1. mérk. | 2. mérk. |
| ---------------- | ----- | ----------------- | -------- | -------- |
| Fenerbahçe       | 1–3   | Nürnberg          | 1–2      | 0–1      |
| Austria Wien     | 2–6   | SL Benfica        | 1–1      | 1–5      |
| Servette         | 4–5   | Dukla Praha       | 4–3      | 0–2      |
| Feyenoord        | 2–4   | Tottenham Hotspur | 1–3      | 1–1      |
| Boldklubben 1913 | 0–12  | Real Madrid       | 0–3      | 0–9      |
| FK Partizan      | 1–7   | Juventus          | 1–2      | 0–5      |
| Standard Liège   | 7–1   | Haka              | 5–1      | 2–0      |
| Vorwärts Berlin  | 2–6   | Rangers           | 1–2      | 1–4      |

### Negyeddöntő
| 1. csapat      | Össz. | 2. csapat         | 1. mérk. | 2. mérk. |
| -------------- | ----- | ----------------- | -------- | -------- |
| Nürnberg       | 3–7   | SL Benfica        | 3–1      | 0–6      |
| Dukla Praha    | 2–4   | Tottenham Hotspur | 1–0      | 1–4      |
| Juventus       | 1–11  | Real Madrid       | 0–1      | 1–0      |
| Standard Liège | 4–3   | Rangers           | 4–1      | 0–2      |

1A Real Madrid egy harmadik mérkőzésen 3–1-re legyőzte a Juventus csapatát, így továbbjutott a következő körbe.

### Elődöntő
| 1. csapat   | Össz. | 2. csapat         | 1. mérk. | 2. mérk. |
| ----------- | ----- | ----------------- | -------- | -------- |
| SL Benfica  | 4–3   | Tottenham Hotspur | 3–1      | 1–2      |
| Real Madrid | 6–0   | Standard Liège    | 4–0      | 2–0      |

### Döntő
| 1962. május 2. | SL Benfica                                     | 5–3   | Real Madrid        | Olimpiai stadion (Amszterdam) Nézőszám: 65,000 v.: Horn (Hollandia) |
| 1962. május 2. | Águas 25' Cavém 34' Coluna 51' Eusébio 65' 68' | (2–3) | Puskás 17' 23' 38' | Olimpiai stadion (Amszterdam) Nézőszám: 65,000 v.: Horn (Hollandia) |

| Az 1961–62-es bajnokcsapatok Európa-kupájának győztese |
| SL Benfica 2. cím                                      |
| ← 1960–61 SL Benfica                                   |
| AC Milan 1962–63 →                                     |